# 九品仏浄真寺
九品仏浄真寺（くほんぶつじょうしんじ）は、東京都世田谷区奥沢七丁目にある浄土宗の寺である。山号は「九品山」、正式名称は「九品山唯在念佛院淨眞寺」。「九品仏」（くほんぶつ）とは、一義的には、後述のとおり同寺に安置されている9体の阿弥陀如来像のことであるが、一般には同寺の通称となっている。転じて、同寺の周辺の地区を指す場合にも用いられる。

## 歴史
浄真寺の地は、もともとは世田谷吉良氏系の奥沢城であった。小田原征伐後同城は廃城となったが、寛文5年（1675年）に当地の名主七左衛門が寺地として貰い受け、延宝6年（1678年）、珂碩（かせき）が同地に浄真寺を開山した。

## 「九品仏」の由来
本堂の対面に3つの阿弥陀堂（中央に「上品堂」・向かって右側に「中品堂」・向かって左側に「下品堂」）があり、それぞれに3体ずつ合計9体の印相の異なる阿弥陀如来像が安置されている。この9体はそれぞれ、上品上生・上品中生・上品下生・中品上生・中品中生・中品下生・下品上生・下品中生・下品下生という、『観無量寿経』に説く九品往生の思想に基づく浄土教における極楽往生の9つの階層を表している。
浄真寺の九品仏については、阿弥陀如来の印相のうち、定印・説法印・来迎印をそれぞれ「上品」「中品」「下品」に充て、親指と接する指（人差し指・中指・薬指）でそれぞれ「上生」「中生」「下生」を区別している。なお、九品往生を9通りの印相で表す教義的根拠は明確でなく、日本において近世になってから考え出されたもののようである。
このような九体阿弥陀は、他に京都の浄瑠璃寺にも見られる（ただし浄瑠璃寺の九体阿弥陀の印相は中尊が来迎印、残り脇仏8体はすべて定印である）。

## 文化財

### 東京都指定文化財
有形文化財（彫刻）
- 木造阿弥陀如来坐像（9躯）[3]
- 木造釈迦如来坐像
- 木造珂碩上人坐像

有形文化財（絵画）
- 絹本著色珂碩上人像

有形文化財（工芸品）
- 梵鐘

天然記念物
- 浄真寺のイチョウ
- 浄真寺のカヤ

無形民俗文化財
- 浄真寺の二十五菩薩練供養
  - 正式には「二十五菩薩来迎会」といい、一般に「お面かぶり」と呼ばれる。菩薩の来迎の様子を表し、本堂と上品堂の間に渡された橋を菩薩の面をかぶった僧侶らが渡る。3年ごとに行われており、2014年までは8月16日に挙行されたが、2017年から5月5日に変更された。2020年はコロナのため中止になり、2024年に7年ぶりに行われた。

施設の紹介

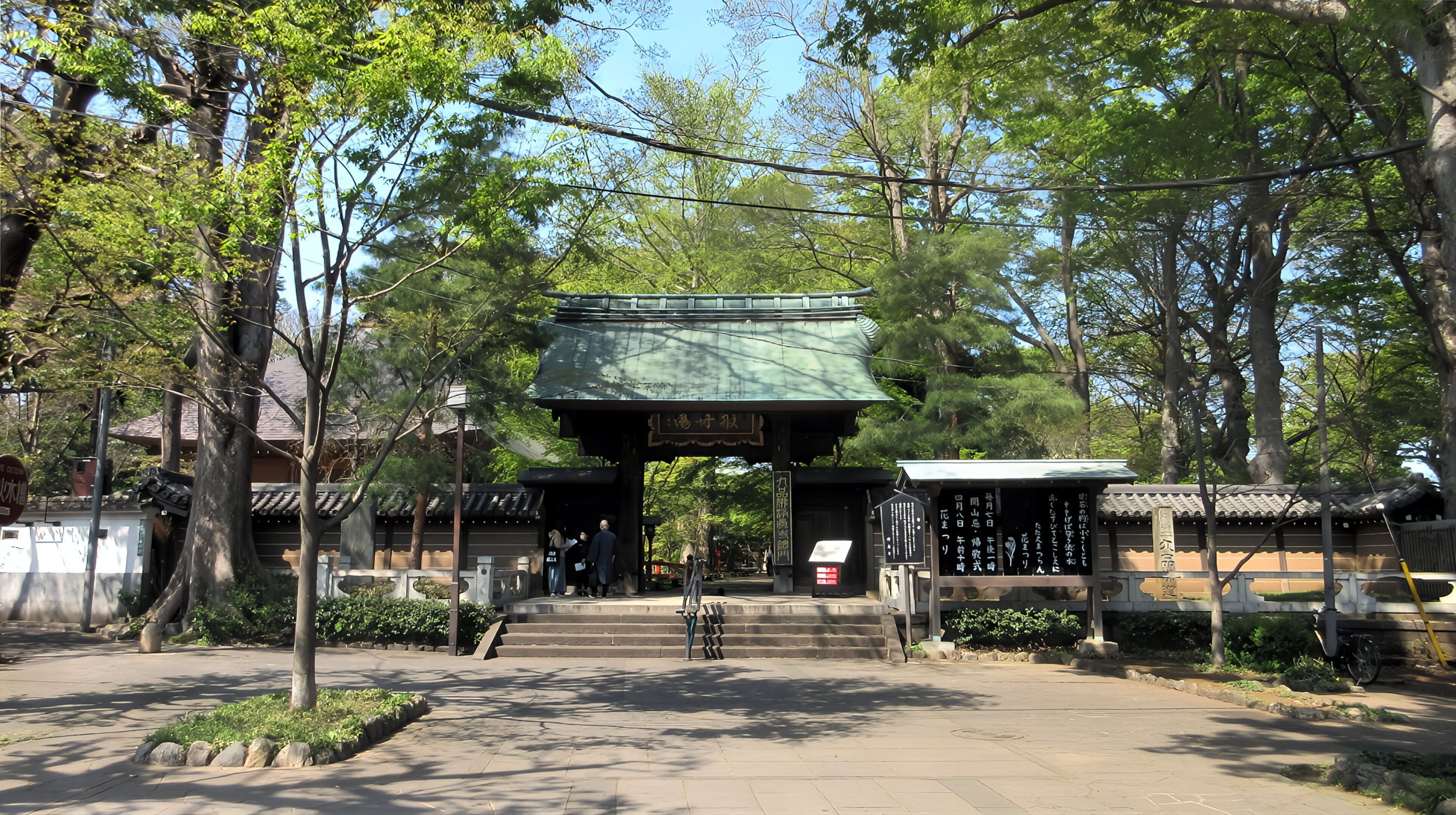
九品仏寺総門
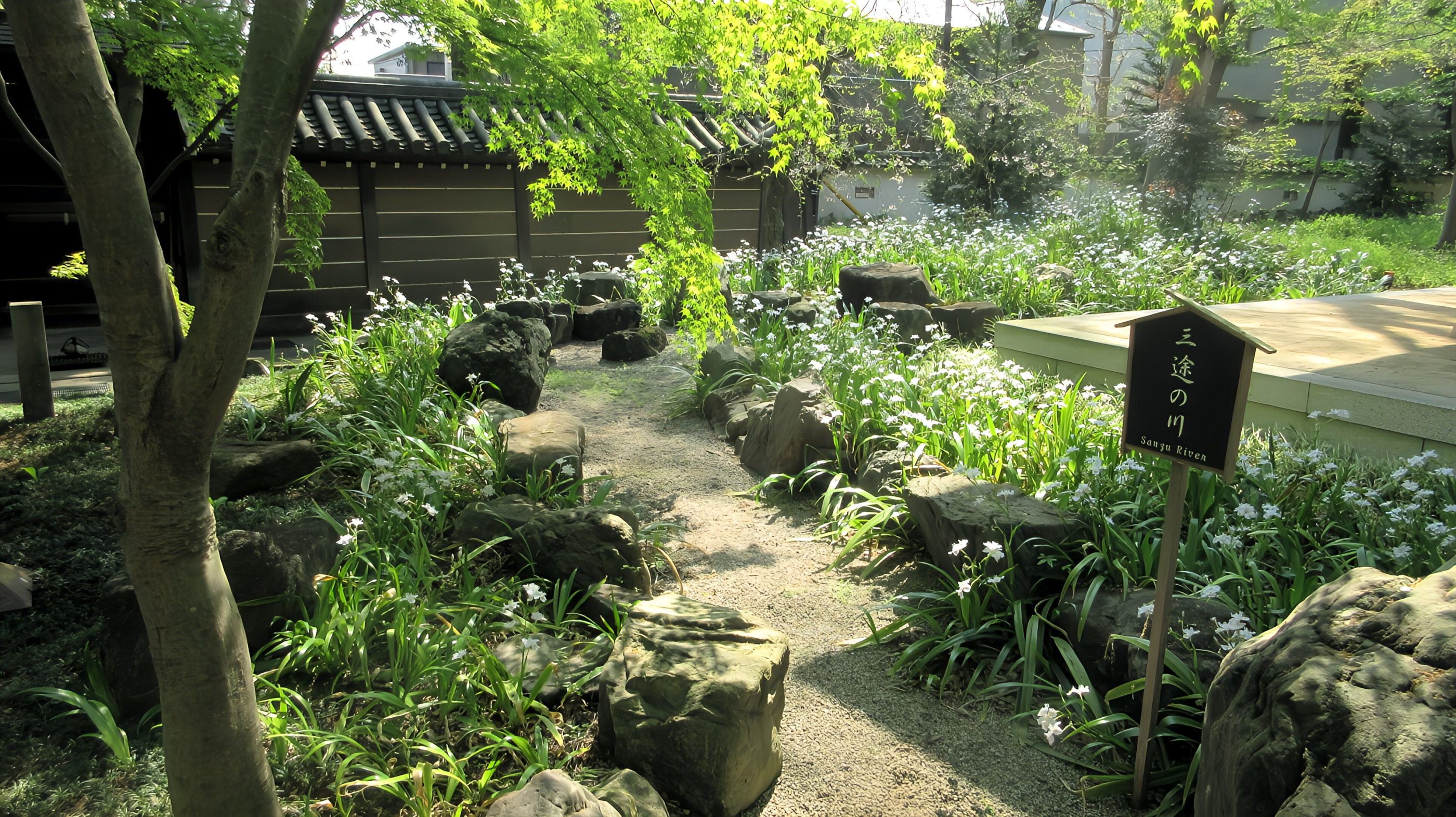
境内・三途の川
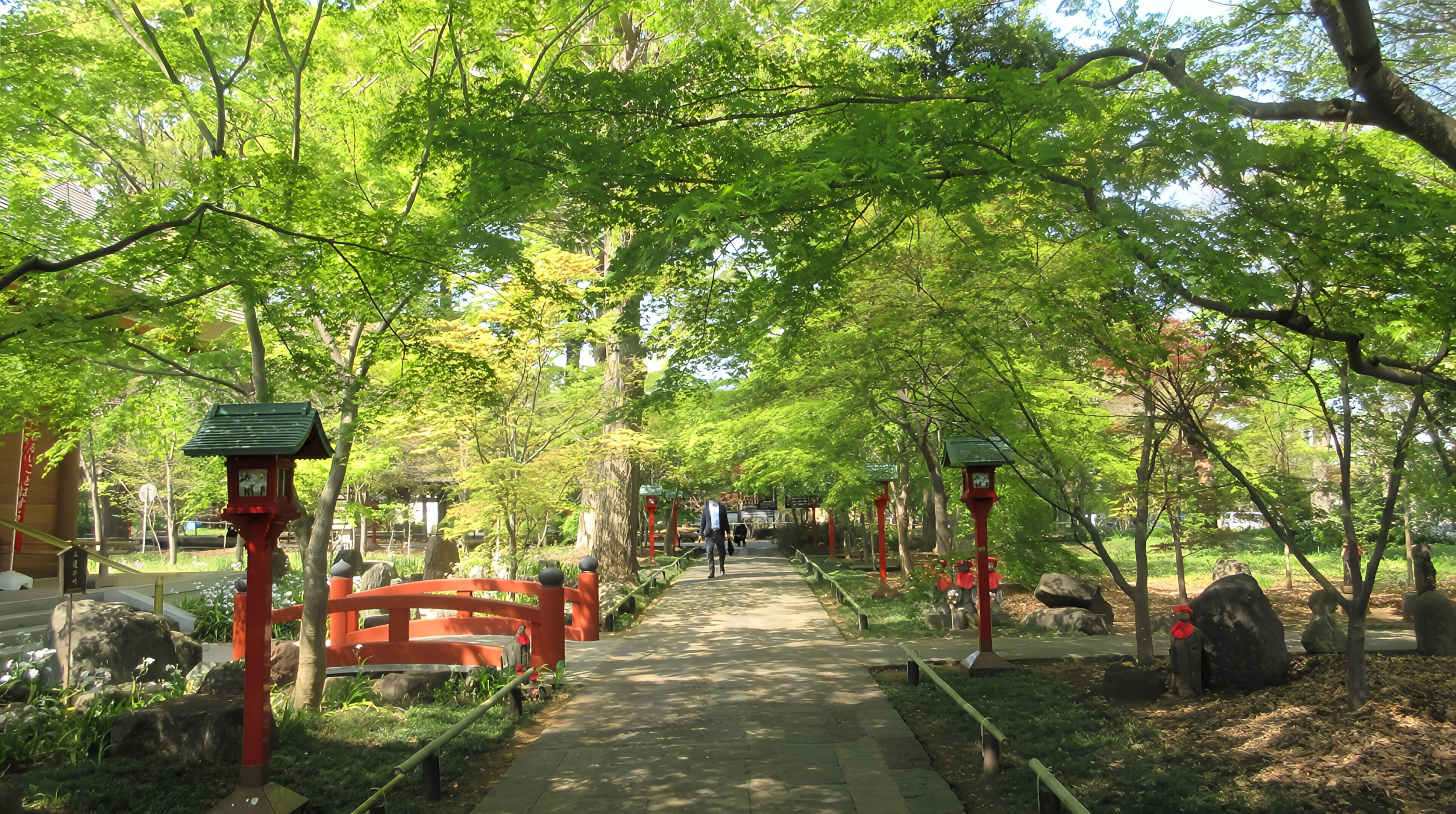
境内・左に閻魔堂
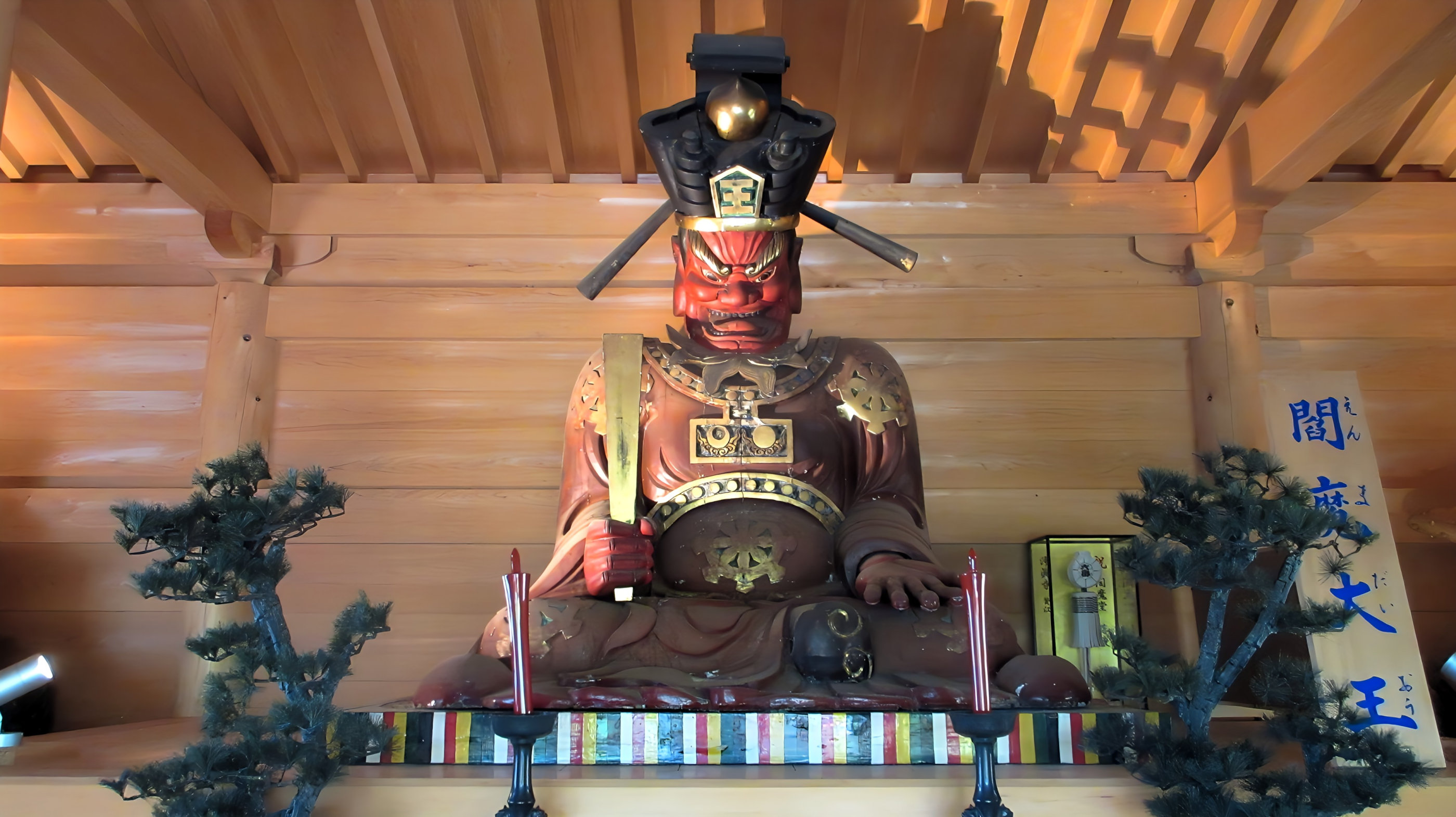
閻魔堂の閻魔大王像
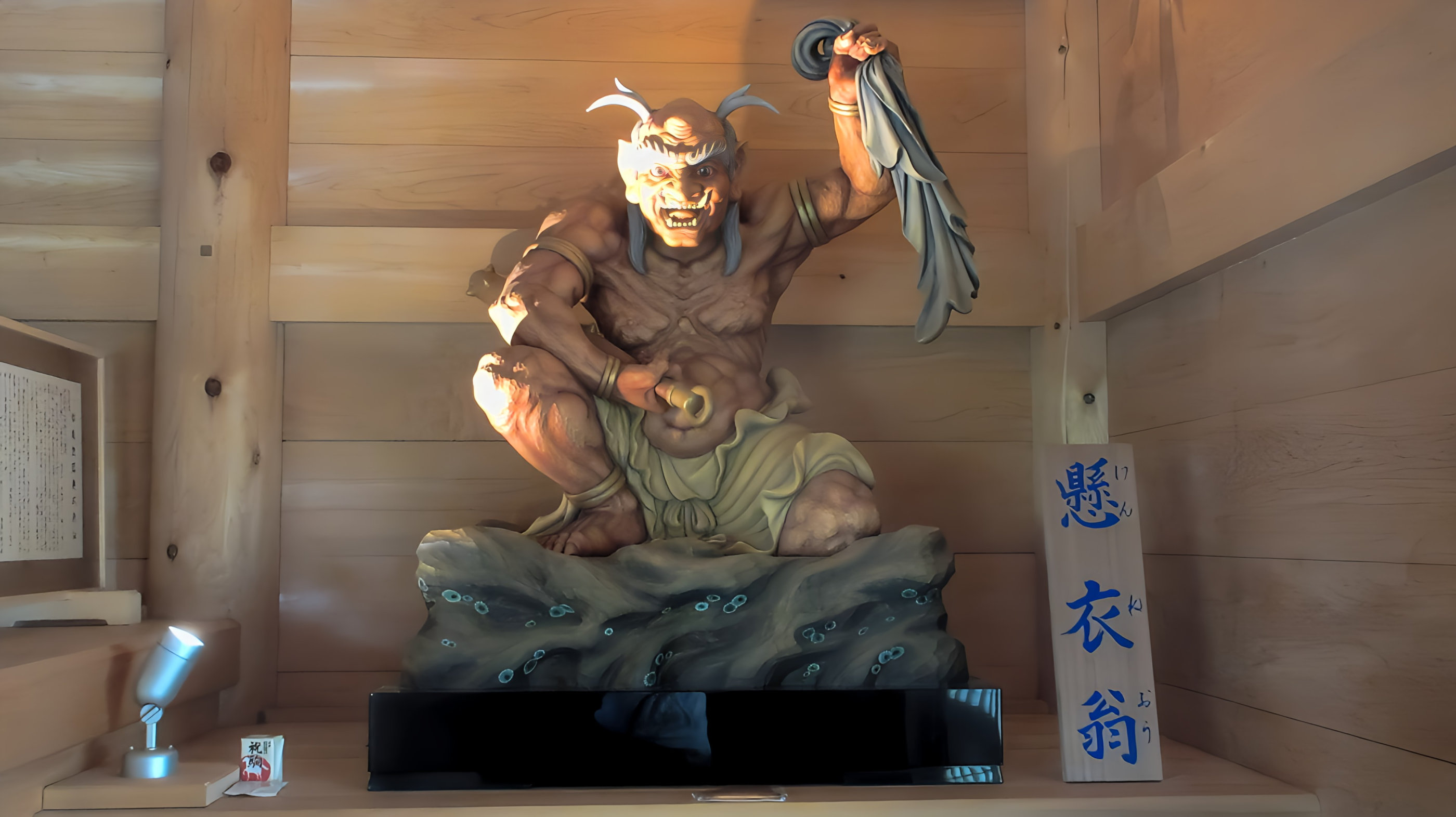
懸衣翁(けんえおう)
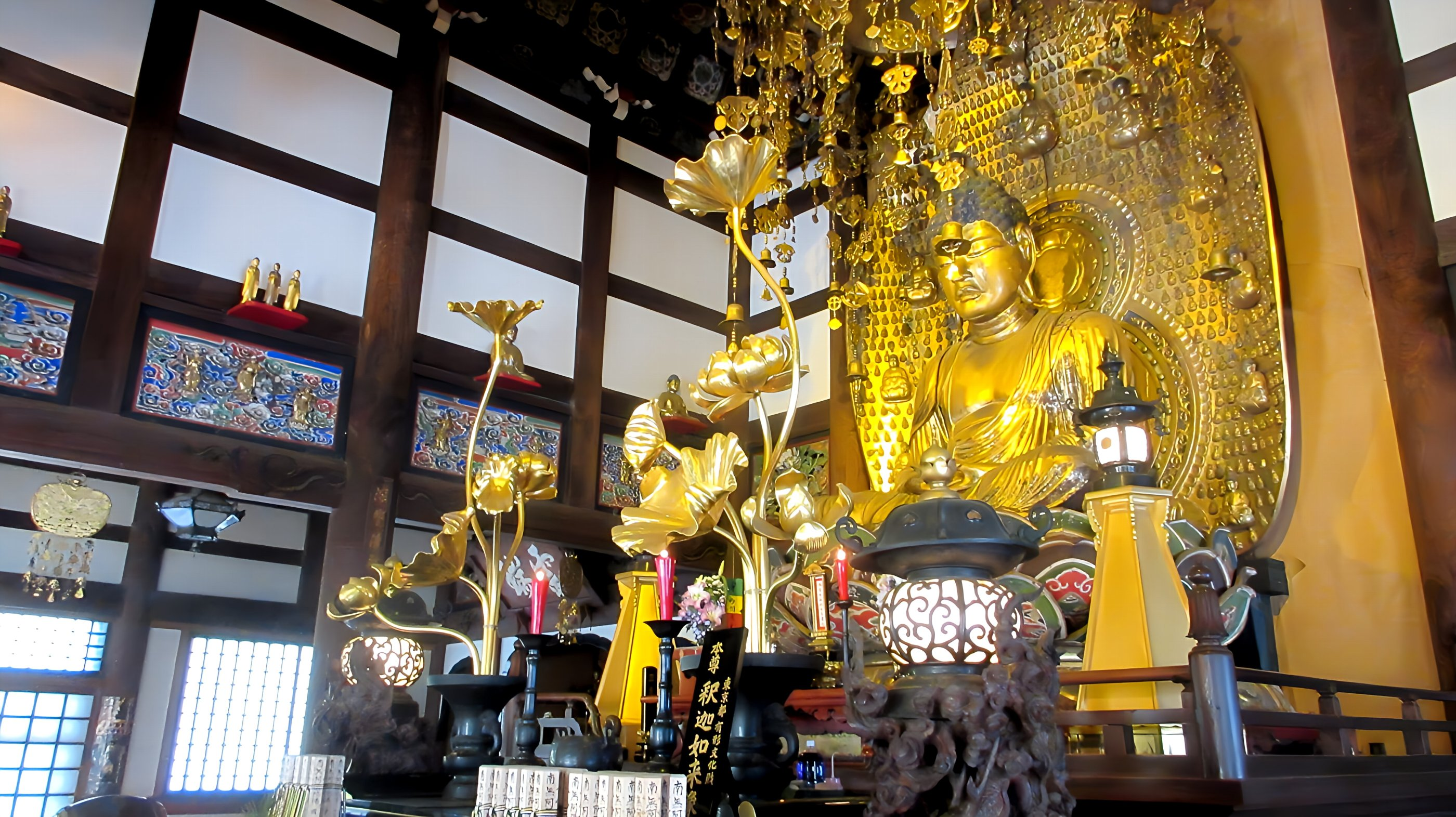
本堂(龍護殿)の釈迦牟尼仏
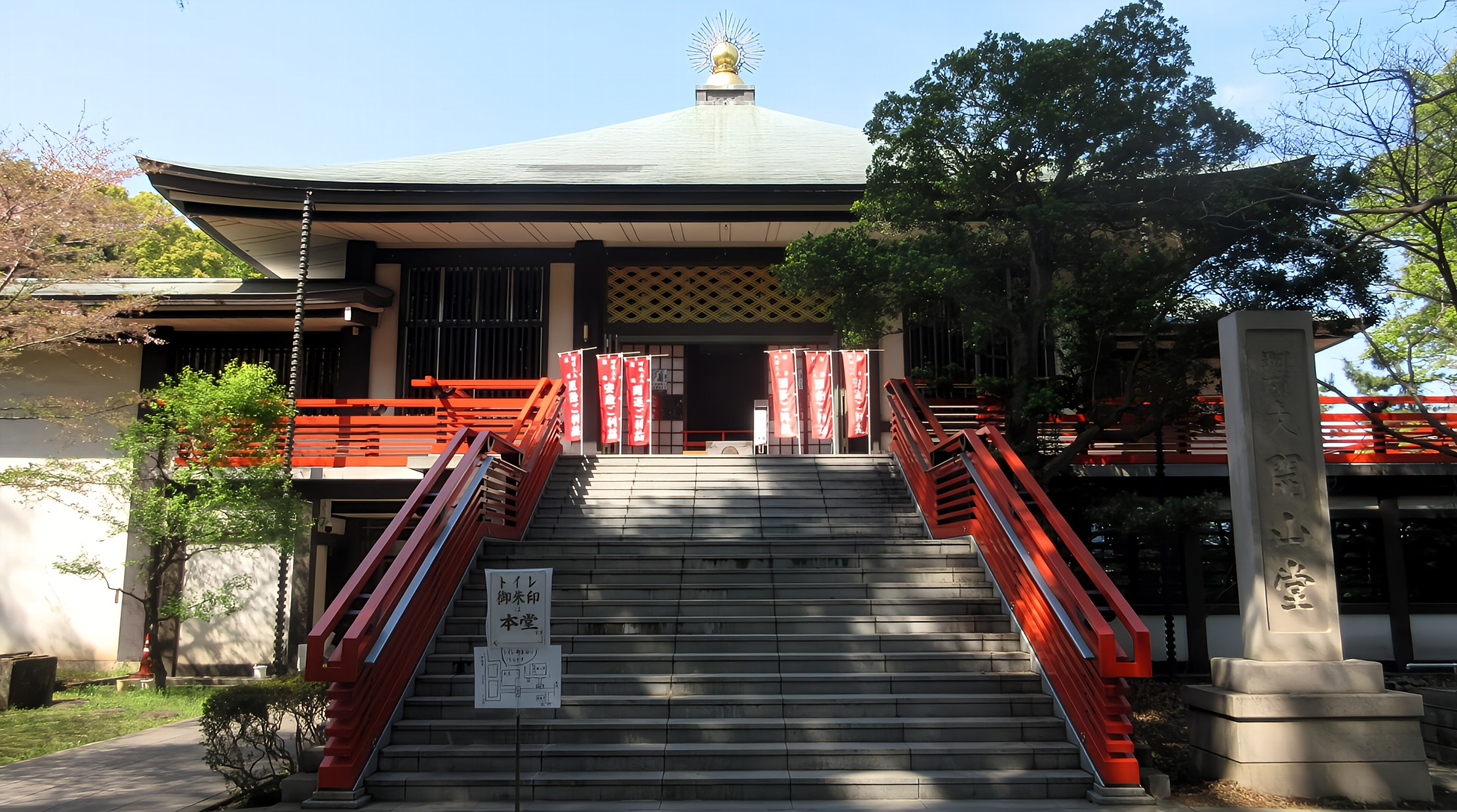
開山堂(開山 珂碩上人像安置)
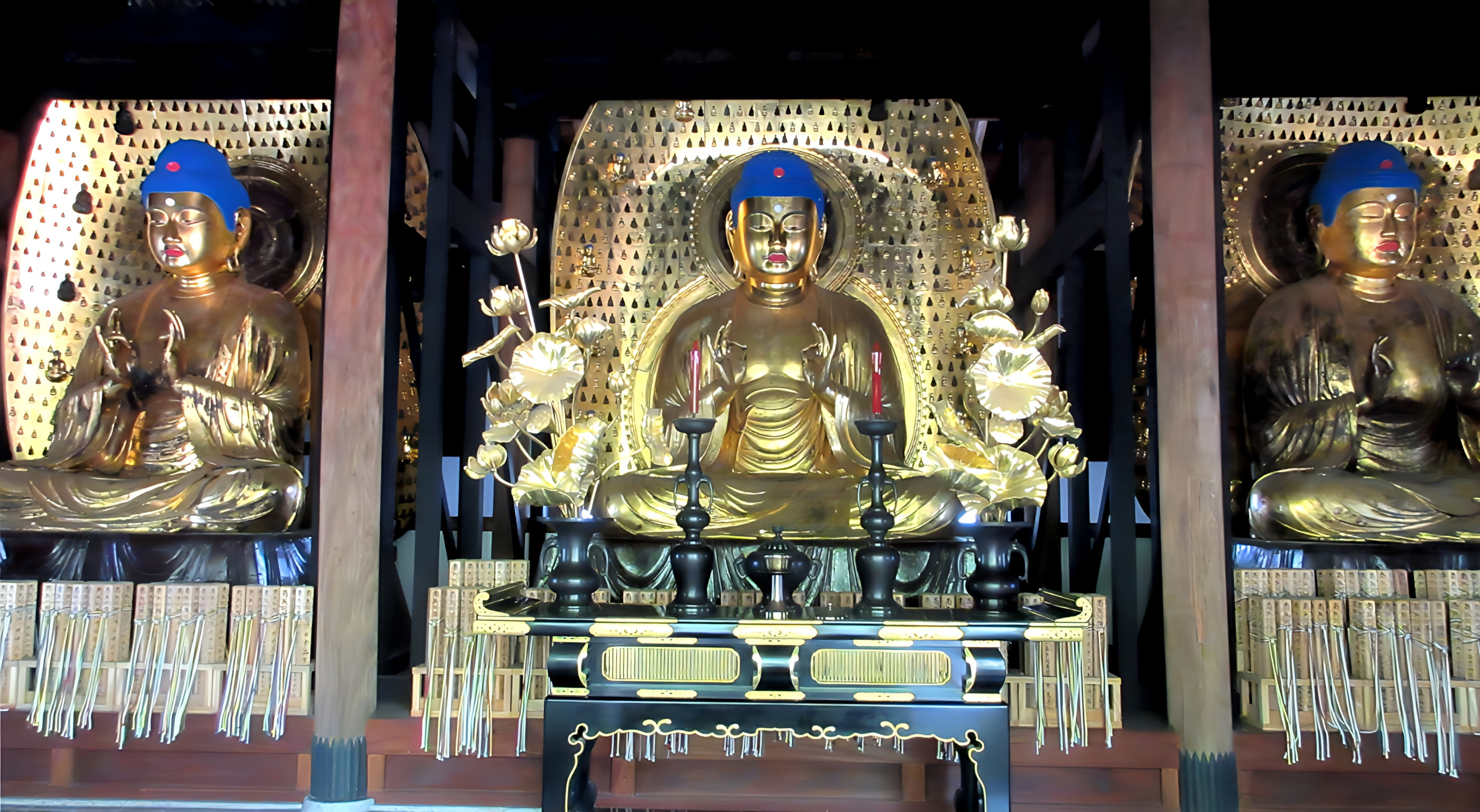
中品堂・阿弥陀仏像

### 世田谷区指定文化財
史跡
- 奥沢城跡

有形文化財（建造物）
- 仁王門
- 三仏堂

有形文化財（彫刻）
- 乾漆珂碩上人倚像
- 木造五劫思惟阿弥陀如来坐像

その他
- かつてはサギソウ園があったが[4]、駐車場の拡張によりなくなった。サギソウは本堂脇の片隅に僅かに残っている。

## 墓地・碑
加藤家墓　　
- 加藤楸邨句碑

落葉松はいつめざめても雪降りをり
- 加藤知世子句碑

寄るや冷えすさるやほのと夢たかへ　
境内
- 加藤楸邨句碑

しづかなる力満ちゆきはたはたとぶ　
- 河口慧海師碑

慧海の13回忌に際して門弟・親戚等が建立
墓地
- 植松寿樹　碑面不明
- 山下陸奥　碑面不明

墓所
- 五島慶太
- 永野修身
- 佐久間大学正糺（遠祖は佐久間信盛で、信盛の孫・正吉に始まると墓碑に書いてある。）
- 観世
- 左近司政三

浄真寺境外 地蔵堂

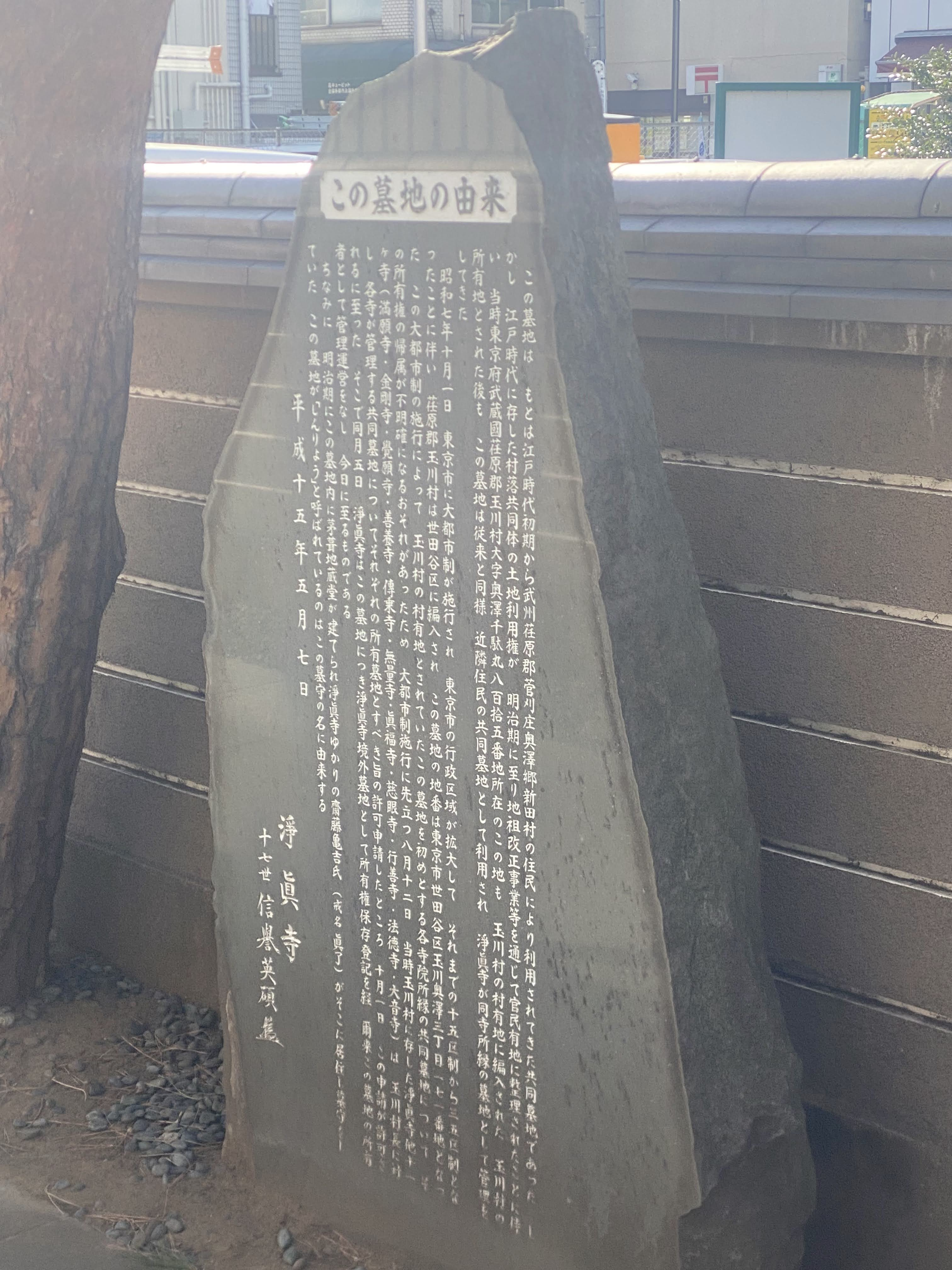
九品仏浄真寺の境外「地蔵堂」にある碑

この墓地の由来　この墓地は　もとは江戸時代初期から武州荏原郡菅川庄奥澤郷新田村の住民により利用されてきた共同募地であった　しかし　江戸時代に存した村落共同体の土地利用権が　明治期に至り地祖改正事業等を通じて官民有地に整理されたことに伴い　当時東京府武蔵國在原郡玉川村大字奥澤千駄丸八百五番地所在のこの地も　玉川村の村有地に編入された　王川村の所有地とされた後も　この墓地は従来と同様　近隣住民の共同墓地として利用され　淨眞寺が同寺所縁の募地として管理をしてきた
　昭和七年十月一日　東京市に大都市制が施行され　東京市の行政区域が拡大して　それまでの十五区制から三五区制となったことに伴い　荏原郡玉川村は世田谷区に編入され　この墓地の地番は東京市世田谷区玉川奥澤三丁目一七一番地となった　この大都市制の施行によって　玉川村の村有地とされていたこの基地を初めとする各寺院所縁の共同墓地について　その所有権の帰属が不明確になるおそれがあったため　大都市制施行に先立つ八月十二日　当時玉川村に存した淨眞寺他十一ヶ寺（満願寺・金剛寺・覺願寺・善養寺・傳東寺・無量寺・眞福寺・慈眼寺・行善寺・法徳寺・大音寺）は　玉川村長に対し　各寺が管理する共同墓地についてそれぞれの所有墓地とすべき旨の許可申請したところ　十月一日　この申請が許可されるに至った　そこで同月五日　淨眞寺はこの基地につき淨眞寺境外墓地として所有権保存登記を経　爾来この墓地の所有者として管理運営をなし　今日に至るものである
　ちなみに　明治期にこの墓地内に茅葺地蔵堂が建てられ淨眞寺ゆかりの齋藤亀吉氏（戒名 眞了）がそこに居住し墓守をしていた　この墓地が「しんりょう」と呼ばれているのはこの墓守の名に由来する
平成十五年五月七日
淨眞寺
十七世　信譽英碩

## 周辺
九品仏の名は、同寺周辺、広くは奥沢六丁目、奥沢七丁目付近を指す地域名としても用いられている（世田谷区立九品仏小学校、九品仏まちづくり出張所等）。
東急大井町線の九品仏駅が当寺参道入口の前にある。なお、九品仏駅の隣の自由が丘駅は、開業当初は九品仏駅を名乗っていた。
当寺周辺は、閑静な住宅街であり、落ち着いた雰囲気の町並みである。同地区には玉川聖学院や田園調布雙葉学園、九品仏小学校などがある。
昭和30年代までは、浄真寺の北側に九品仏池が存在したが、埋立により消滅し、現在は、寺の敷地（墓地）からは直接行けない世田谷区立ねこじゃらし公園や住宅となっている。
九品仏駅前の当寺参道入口脇に、2022年2月17日、東京オリンピックのゴールドポスト（第72号）が設置された（ゴールドポストプロジェクト）。

## 交通アクセス
電車
- 東急大井町線 九品仏駅より 徒歩約5分
- 東急東横線・大井町線 自由が丘駅より 徒歩約15分

バス
- 東急バス 自01・自02「八中前商店会」より 徒歩約5分
- 東急バス 渋11「奥沢六丁目」より 徒歩約8分